# Dimitris Filipow
 Dimitris Filipow (ur. 4 grudnia 1990 w Ługańsku) – grecki siatkarz pochodzenia ukraińskiego, grający na pozycji rozgrywającego, reprezentant kraju. 

## Życie prywatne
Jest synem byłego ukraińskiego siatkarza Jurija Filippowa, który przez kilka sezonów był trenerem Łokomotywu Charków oraz Reprezentacji Ukrainy. Jego dziadek był piłkarzem. Jest brązowym medalistą Igrzysk Olimpijskich w 1972 roku w Monachium.

## Sukcesy klubowe
Liga cypryjska:
- 2009

Superpuchar Grecji:
- 2010

Puchar Grecji:
- 2011, 2013, 2016, 2017, 2019

Liga grecka:
- 2011, 2013
- 2017, 2019
- 2016

Puchar Ligi Greckiej:
- 2013, 2015, 2016, 2017

Liga Mistrzów:
- 2014

Liga polska:
- 2014

Superpuchar Rumunii:
- 2017

Liga rumuńska:
- 2018

Liga szwajcarska:
- 2022[1]
- 2021, 2023[2], 2024[3]

Puchar Szwajcarii:
- 2022[4], 2024[5]

Superpuchar Szwajcarii:
- 2022

## Sukcesy reprezentacyjne
Igrzyska Śródziemnomorskie:
- 2018

## Nagrody indywidualne
- 2011: Najlepszy rozgrywający ligi greckiej w sezonie 2010/2011